# Търгу Секуйеск
Търгу Секуйеск (на румънски: Târgu Secuiesc; на унгарски: Kézdivásárhely; на немски: Szekler Neumarkt) е град в Румъния. Намира се в средната част на страната, в историческата област Трансилвания. Търгу Секуйеск е вторият по важност град в окръг Ковасна.
Според последното преброяване на населението (2002 г.) Търгу Секуйеск има 20 488 жители.

## География
Град Търгу Секуйеск се намира в югоизточната част на Трансилвания, на около 60 км югоизточно от Брашов, най-близкият голям град.
Намира се в долината на река Негру. Източно, северно и южно от града се издигат Карпатите, а на запад се намира Трансилванското плато.

## История
Търгу Секуйеск винаги е бил средище на местните секеи, подгрупа на унгарците. Векове наред градът е бил тържище, откъдето получава и името си.

## Население
Търгу Секуйеск е един от градовете в Румъния с най-малък процент румънско население. Секеите съставляват по-голямата част (91 %) от населението на Търгу Секуйеск, а от малцинствата има румънци (8 %) и цигани (1 %) малцинства.

## Галерия
- Калвинистка църква
- Розова градина в центъра на града
- Паметник на Габор Арон